# Terapia adronica
La terapia adronica o adroterapia è una forma di radioterapia a fasci esterni che utilizza fasci di protoni, neutroni o ioni positivi per il trattamento dei tumori. Al 2012 la terapia più comune è quella che utilizza protoni energetici: la protonterapia. Il nome deriva dal tipo di particelle utilizzate, gli adroni, cioè particelle costituite da quark.
In Italia, tale tipologia di terapia è eseguita solamente in tre istituti: il Centro Nazionale di Adroterapia Oncologica (CNAO) di Pavia (protoni e ioni carbonio), il Centro di Protonterapia di Trento (protoni) e il centro CATANA di Catania (protoni).

## Metodo

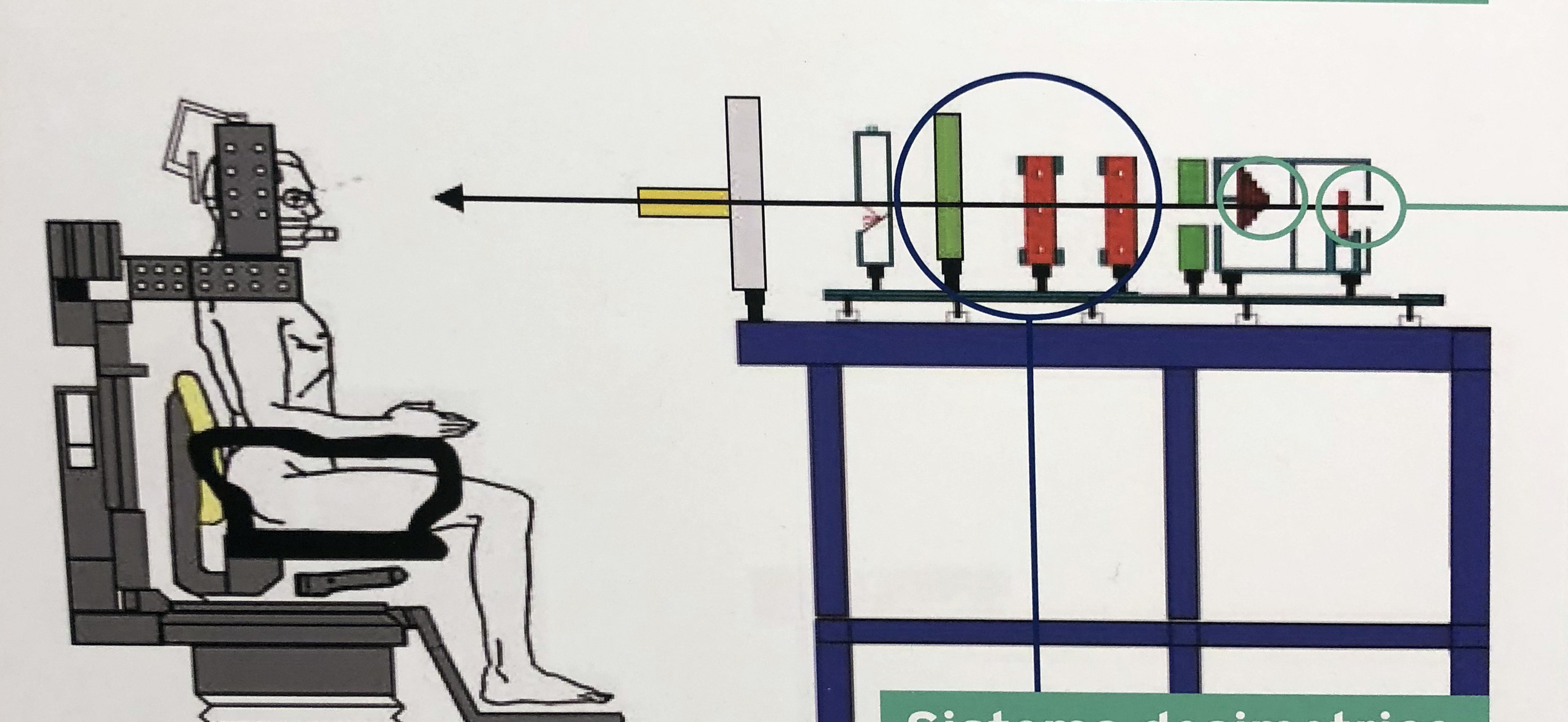
Schema dell'adroterapia

La terapia adronica funziona bersagliando il tumore con particelle ionizzanti. Queste particelle danneggiano il DNA delle cellule dei tessuti, provocando la loro morte. A causa della loro ridotta capacità di riparare il DNA danneggiato le cellule cancerose sono particolarmente vulnerabili a questi attacchi.

La dose (espressa in MeV) data dai protoni al tessuto è massima in una zona di pochi millimetri, a differenza degli elettroni o dei raggi X.

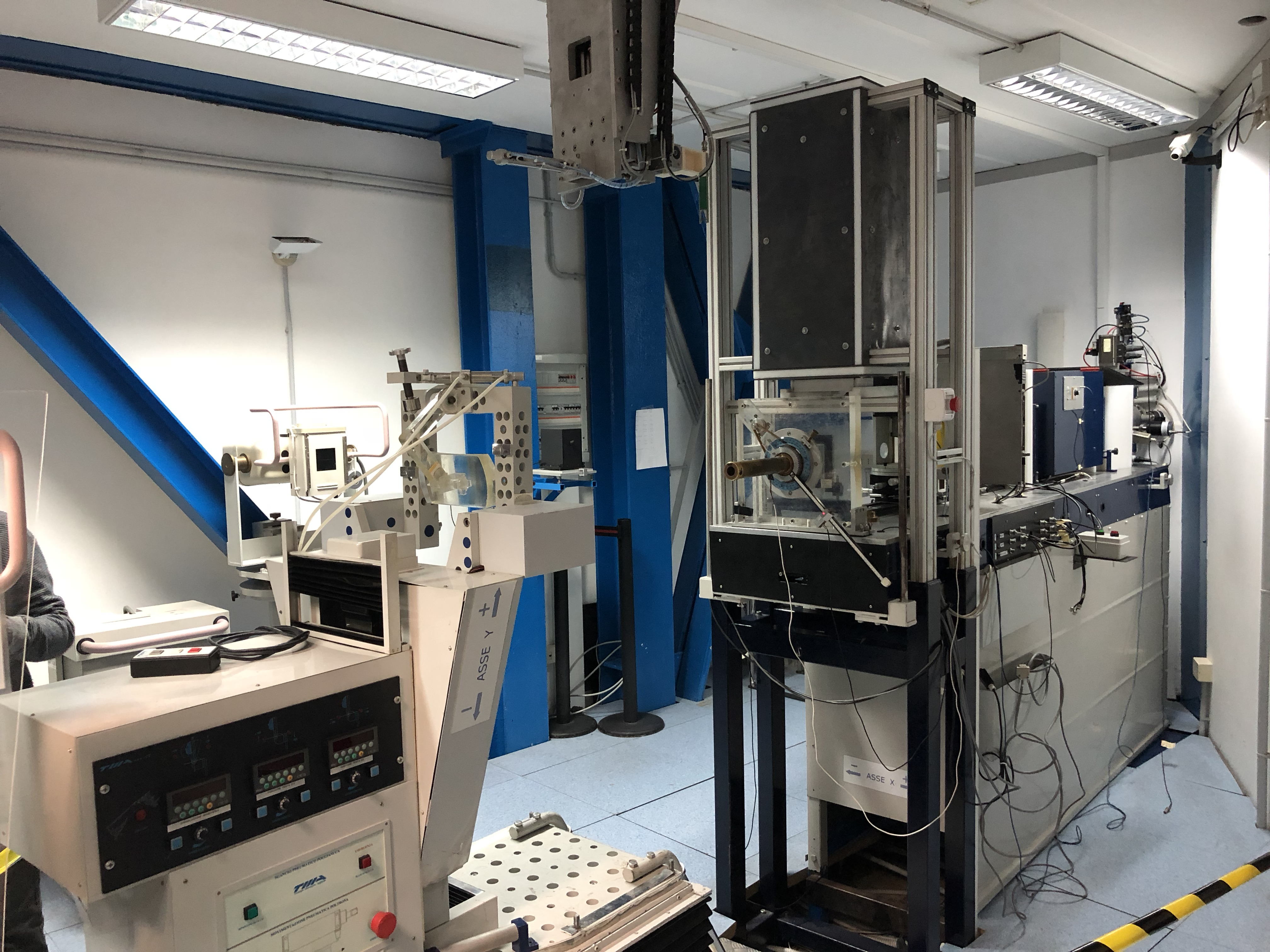
Macchina per l'adroterapia a Catania

I fasci di elettroni, raggi X a energia differente e protoni penetrano nel tessuto umano in modo differente. Il percorso compiuto dagli elettroni è molto breve e sono utili solo in zone prossime alla pelle. I raggi X penetrano più profondamente ma la dose assorbita dal tessuto ha un decadimento esponenziale tipico con spessore crescente. Per i protoni e gli ioni più pesanti, invece, la dose aumenta con l'aumentare dello spessore fino al picco di Bragg, che avviene poco prima del termine del tragitto. Superato tale picco la dose scende a zero (nel caso dei protoni) o quasi a zero (nel caso degli ioni pesanti). Il vantaggio è nel minor deposito di energia nel tessuto sano circostante quello bersagliato, con conseguente minor danno 'collaterale'.
Gli ioni vengono accelerati per mezzo di un ciclotrone o di un sincrotrone. L'energia finale del fascio di particelle emergente definisce la profondità di penetrazione, e quindi, la posizione in cui verrà deposta la dose massima. Poiché è facile deviare il fascio mediante elettromagneti in una direzione trasversale, è possibile impiegare un metodo di scansione raster, cioè scansionare la zona del volume bersaglio come avviene in un tubo catodico. Se, inoltre, l'energia del fascio e quindi la profondità di penetrazione può essere 'modulata', l'intero volume-bersaglio (il tumore), previamente ricostruito in 3D, può essere irradiato con maggiore precisione. Questo è uno dei grandi vantaggi rispetto ai sistemi tradizionali di terapia con raggi X.
Alla fine del 2008 vi erano in tutto il mondo 28 impianti di trattamento in funzione, e oltre 70 000 pazienti erano stati trattati con la terapia adronica. La maggior parte di essi è stato trattato con la terapia a protoni.

### Terapia a ioni pesanti
La terapia con ioni pesanti consiste nell'uso di particelle di massa maggiore rispetto ai protoni o ai neutroni, come gli ioni del carbonio. Rispetto ai protoni, gli 'ioni carbonio' hanno il vantaggio di avere una maggiore densità di ionizzazione al termine del loro cammino, con un maggior danno arrecato al DNA della cellula tumorale. Ciò aumenta l'efficienza biologica della dose, di un fattore tra 1,5 e 3. Rispetto ai protoni, gli ioni carbonio hanno lo svantaggio che oltre al picco di Bragg, la dose non diminuisce a zero poiché le reazioni nucleari tra gli ioni di carbonio e gli atomi del tessuto portano alla produzione di ioni più leggeri. Di conseguenza si verificano danni anche oltre il picco di Bragg.
Verso la fine del 2008 più di 5 000 pazienti erano stati trattati con ioni carbonio mentre, alla fine del 2013, i pazienti trattati sono stati 13 000.